# رافاييل غيرا
رافاييل غيرا (بالإسبانية: Rafael Guerra)‏ (و. 1862 – 1941 م) هو ماتادور، ومصارع ثيران، وشخصية أعمال إسباني، ولد في قرطبة، توفي في قرطبة، عن عمر يناهز 79 عاماً.